# 能勢英男
能勢 英男（のせ ひでお、1923年（大正12年）9月7日 - 2007年（平成19年）4月21日）作詞家。
ヤンマー農機（現・ヤンマーホールディングス）の宣伝部長として、「ヤン坊・マー坊の唄」（「ヤン坊マー坊天気予報」主題歌）をはじめ、ヤンマーのコマーシャルソングを多数作詞。小林旭『赤いトラクター』をはじめ、CMソングの枠を超えるヒット曲をいくつも生み出した。

## 来歴
- 1923年（大正12年）9月7日、東京都生まれ。
- 1938年（昭和13年）3月 ヤンマー入社、設計部門・営業部門を経て、1951年（昭和26年）より宣伝を担当する。
- 1959年（昭和34年）日本音楽著作権協会正会員となる。
- 2007年（平成19年）4月21日 死去、享年83。

## 代表作
（カッコ内は歌った歌手名）
- 「たそがれの御堂筋」（神戸一郎）
- 「あの星と歩こう」（西郷輝彦）
- 「マドロスサブちゃん」（北島三郎）
- 「赤いトラクター」（小林旭）
- 「白夜」（栗原小巻）
- 「東京銀座は他人町」（小林旭）
- 「ひとりぽっちの村祭り」「母さんの夕焼雲」（神奈かずえ）※現：伊藤かずえのデビュー曲、1978年7月

## 著書
- 「話のための話の話―事実は小説より面白い」（ダイヤモンドセールス編集企画）
- 「殺意の背景」（扶桑社）